# Pié La Costa
Piedi La Costa (scritto però anche come Pié La Costa) è una frazione del comune di Tornimparte, in provincia dell'Aquila, in Abruzzo.

## Geografia fisica
Sorge alle pendici della Monte La Serra (1599 m), da cui il nome, a circa 15 km ad ovest di L'Aquila ad un'altitudine di circa 850 m. La montagna della Serra era uno dei luoghi delle carbonaie del comune.

## Storia
Il nome originario potrebbe essere Troyla dall'antico luogo pieve di San Tommaso di Troyla dove sorgeva l'omonima chiesa (intorno all'anno 1000).
Dopo il 1806, anno in cui il comune di cui faceva parte originariamente, Rocca Santo Stefano, fu unificato a quello di Tornimparte e venne chiamata Piedi La Costa ed in seguito Pié La Costa (in dialetto locale Pè la Costa).
Il terremoto del 6 aprile 2009 non ha fatto vittime, ma ha danneggiato diverse abitazioni e reso inagibile la chiesa parrocchiale.

## Monumenti e luoghi d'interesse
- Chiesa parrocchiale di San Tommaso[4]

La chiesa sovrasta il paese da una collinetta, risalirebbe all'XI secolo, ma fu rifatta nei secoli successivi a causa dei terremoti. Di originale resta un portale romanico semplice ad arco a tutto sesto, al centro della facciata, in conci di pietra. Il resto della chiesa è frutto di un rifacimento del XVIII secolo; ha impianto rettangolare, sul fianco si trova la casa canonica attaccata; l'interno è a navata unica con altari laterali e l'altare maggiore, decorati da marmi policromi, e statue di Santi, tra cui quella di San Tommas; un'altra statua antica è quella della Madonna col Bambino. Danneggiata dal terremoto del 2009, nel 2017 sono stati stanziati dei fondi dalla Diocesi per i lavori, con sopralluogo nel 2020.

## Geografia antropica
Il numero degli abitanti di Pié La Costa, detti pelacostani, è di circa 300 corrispondente a circa 100 famiglie; nel periodo estivo il numero degli abitanti aumenta notevolmente.
La Parrocchia di San Tommaso (patrono del paese) è composta dalle altre frazioni tornimpartesi di:
- Pié La Costa
- Colle Farelli
- Colle Fiasconi
- Colle Farnio
- Palombaia

## Economia
Attualmente la vicinanza con L'Aquila permette ai pelacostani di vivere di terziario, in passato l'emigrazione stagionale e stanziale era il modo di sbarcare il lunario da parte della maggior parte delle famiglie, prevalentemente matriarcali, di Pié La Costa ed i mestieri tipici dei pelacostani fino agli anni settanta del XX secolo erano quelli di contadino, agricoltore, pastore, taglialegna, carbonaio.

## Infrastrutture e trasporti
Pié La Costa è raggiungibile:
- da Roma con l'autostrada A24 e la strada provinciale 1 Amiternina
- da L'Aquila con la SS 17 e la strada provinciale 1 Amiternina